# Paleoparadoxia
Paleoparadoxia je vyhynulý rod savců z řádu desmostylů, žijících v období miocénu na pobřeží severního Tichého oceánu od Japonska po Kalifornský poloostrov. Paleoparadoxia dorůstala délky přes dva metry a způsobem života připomínala hrochy: většinu času trávila ve vodě, živila se mořskými řasami, které nabírala speciálně uzpůsobenými čelistmi. První nález učinil v roce 1939 v Japonsku Šigejasu Tokunaga a nazval ho Cornwallius, v roce 1959 popsal Roy Herbert Reinhart samostatný rod Paleoparadoxia (doslova „starodávná podivnost“).